# Saint-Martin-de-Connée
Saint-Martin-de-Connée – miejscowość i gmina we Francji, w regionie Kraj Loary, w departamencie Mayenne.
Według danych na rok 1990 gminę zamieszkiwało 430 osób, a gęstość zaludnienia wynosiła 22 osoby/km² (wśród 1504 gmin Kraju Loary Saint-Martin-de-Connée plasuje się na 885. miejscu pod względem liczby ludności, natomiast pod względem powierzchni na miejscu 572.).